# Mars Global Surveyor
Mars Global Surveyor  (MGS) a fost o navă spațială robotizată dezvoltată de Jet Propulsion Laboratory de la NASA și lansată în noiembrie 1996. Aceasta a avut ca misiune examinarea și cartografierea planetei Marte, circulând pe o orbită heliosincronă în jurul ei.
Și-a încheiat misiunea principală în ianuarie 2001 și se afla în cea de-a treia fază a misiunii extinse, când, la 2 noiembrie 2006, nava spațială nu a reușit să răspundă mesajelor și comenzilor. Un semnal slab a fost detectat trei zile mai târziu, ceea ce indica faptul că a intrat în safe mode. Încercările de a reconecta nava spațială și de a rezolva problema au eșuat, iar NASA a încheiat oficial misiunea în ianuarie 2007.

## Obiective
Mars Global Surveyor a atins următoarele obiective științifice în timpul misiunii sale principale:
1. Caracterizarea proprietăților suprafeței și a proceselor geologice de pe Marte.
2. Determinarea compoziției, distribuției și proprietățile fizice ale mineralelor de suprafață, rocilor și gheții.
3. Determinarea topografiei globale, forma planetei și câmpul gravitațional.
4. Stabilirea naturii câmpului magnetic.
5. Monitorizarea vremii globale și structura termică a atmosferei.
6. Studiul interacțiunilor dintre suprafața lui Marte și atmosferă, monitorizând caracteristicile suprafeței, calotele polare care se extind și se retrag, echilibrul energetic polar și praful și norii în timp ce migrează într-un ciclu sezonier.

Mars Global Surveyor a atins, de asemenea, următoarele obiective ale misiunii sale extinse:
1. Continuarea monitorizării vremii pentru a forma un set continuu de observații cu Mars Reconnaissance Orbiter de la NASA, care a ajuns pe Marte în martie 2006.
2. Realizarea de fotografii ale posibilelor locuri de aterizare pentru nava spațială Phoenix (2007) și roverul Curiosity (2011).
3. Observarea și analiza siturilor de interes științific, cum ar fi aglomerările de roci sedimentare.
4. Continuarea monitorizării modificărilor la suprafață cauzate de vânt și gheață.

## Caracteristici tehnice
Nava Surveyor fabricată la uzina astronautică Lockheed Martin din Denver, are aproximativ forma unui paralelipiped înalt de 3 metri, cu panouri solare ce se extind din laturile opuse. La lansare a cântărit 1.060 kg, inclusiv 360,5 kg propulsorii și 75,6 kg instrumentele științifice. Structura sondei spațiale este realizată în principal din aluminiu cu panouri din fibră de carbon. Panourile solare au dimensiunea de 12 metri. Antena, situată la capătul unui catarg de 2 metri, și al cărui diametru este de 1,5 metri a fost deschisă abia la câteva luni după sosirea în jurul lui Marte, după ce operațiunile de aerofrânare au fost finalizate.. Instrumentele științifice, cu excepția senzorilor de magnetometru, sunt toate așezate pe fața sondei spațiale care este ținută permanent orientată spre suprafața planetei Marte, când începe etapa de colectare a datelor științifice.
În principal nava este formată din două module dreptunghiulare mai mici, stivuite unul peste altul, dintre care unul se numește modul echipament și deține electronice, instrumente științifice și computerul misiunii 1750A, iar celălalt modul numit modul propulsie găzduiește motorul și propulsoarele.
Misiunea Mars Global Surveyor a costat aproximativ 154 de milioane de dolari pentru construire și dezvoltare și 65 de milioane de dolari pentru lansare. Operațiunile misiunii și analiza datelor au costat aproximativ 20 de milioane de dolari pe an.

## Instrumente științifice
Cinci instrumente științifice au zburat la bordul Global Global Surveyor:
- Camera MOC (Mars Orbiter Camera) care combină două instrumente separate: o cameră cu un teleobiectiv puternic, cu o diafragmă de 35 cm, o distanță focală de 3,5 metri (f/10) și un unghi de vizualizare de 0,4° și cel de-al doilea instrument constă din două camere fixate pe capacul optic al teleobiectivului și echipate cu un obiectiv cu unghi larg.[7] Masa MOC este de 21 kg, iar consumul său electric în funcționare este de 8 wați.[8]
- Altimetru cu laser MOLA (Mars Orbiter Laser Altimeter), care măsoară înălțimea suprafeței lui Marte cu ajutorul unui laser, Nd-YAG. Masa instrumentului MOLA este de 25,9 kg, iar consumul său de energie în funcțiune este de 30,9 wați.[9]
- Spectrometru infraroșu TES (Thermal Emission Spectrometer) care analizează radiația infraroșie emisă de suprafață.  Instrumentul include un spectrometru, un bolometru care măsoară radianța și un canal care măsoară reflectanța. Masa TES este de 14,1 kg, iar consumul său electric în funcționare este de 13,2 wați.[10]
- Magnetometru MAG și reflectometru de electroni ER (MAG/ER), care identifică caracteristicile câmpului magnetic al planetei. Masa MAG/ER este de 5,4 kg, iar consumul de energie în timpul funcționării este de 4,6 wați.[11]
- Oscilator ultra stabil (USO/RS) pentru măsurarea efectului Doppler.  Instrumentul are o masă de 1,3 kg și consumă 1,3 wați atunci când funcționează.[12]

## Rezultatele misiunii

### Cartografiere

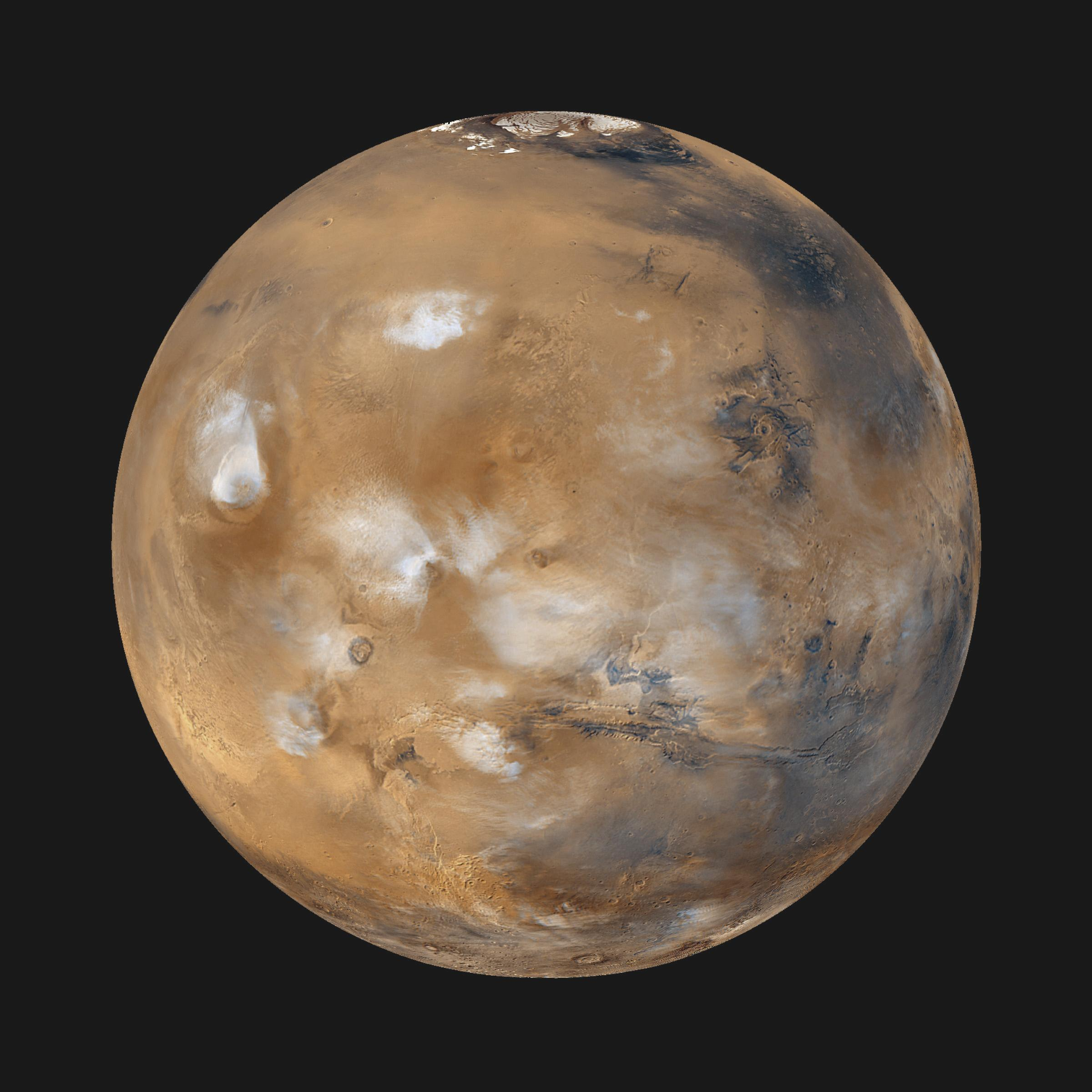
Mozaic de 24 de imagini de la Mars Global Surveyor care prezintă nori de gheață alb-albăstrui deasupra vulcanilor Tharsis.

Nava spațială a înconjurat Marte o dată la fiecare 117,65 minute la o altitudine medie de 378 km. S-a aflat într-o orbită aproape perfect circulară, trecând de la polul sud la polul nord în doar o oră. Altitudinea a fost aleasă pentru a face orbita sincronizată cu Soarele, astfel încât toate imaginile realizate de nava spațială pe aceeași suprafață la date diferite au fost luate în condiții de iluminare identice.
După ce au analizat sute de imagini de înaltă rezoluție ale suprafeței marțiene realizate de nava spațială Mars Surveyor, o echipă de cercetători a descoperit că intemperiile și vânturile de pe planetă creează forme de teren, în special dunele de nisip, remarcabil de similare cu cele din unele deșerturi de pe Pământ.
Rezultatele misiunii principale Mars Global Surveyor (1996-2001) au fost publicate în Journal of Geophysical Research. Unele dintre aceste descoperiri sunt:
- S-a descoperit că planeta are o crustă stratificată până la adâncimi de 10 km sau mai mult. Pentru producerea acestor straturi e nevoie de transportarea și depozitarea unor cantități mari de material.
- Emisfera nordică are probabil la fel de multe cratere ca emisfera sudică, dar craterele sunt în mare parte îngropate.
- Au fost descoperite sute de rigole care s-au format din apă lichidă, posibil în ultimele timpuri.[15][16][17][18]

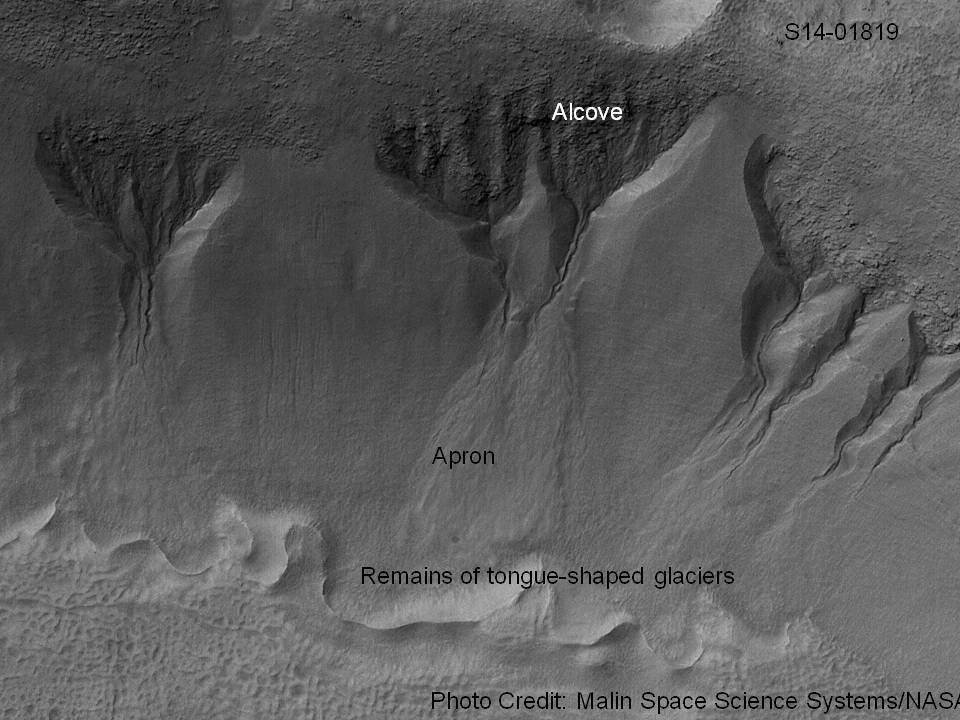
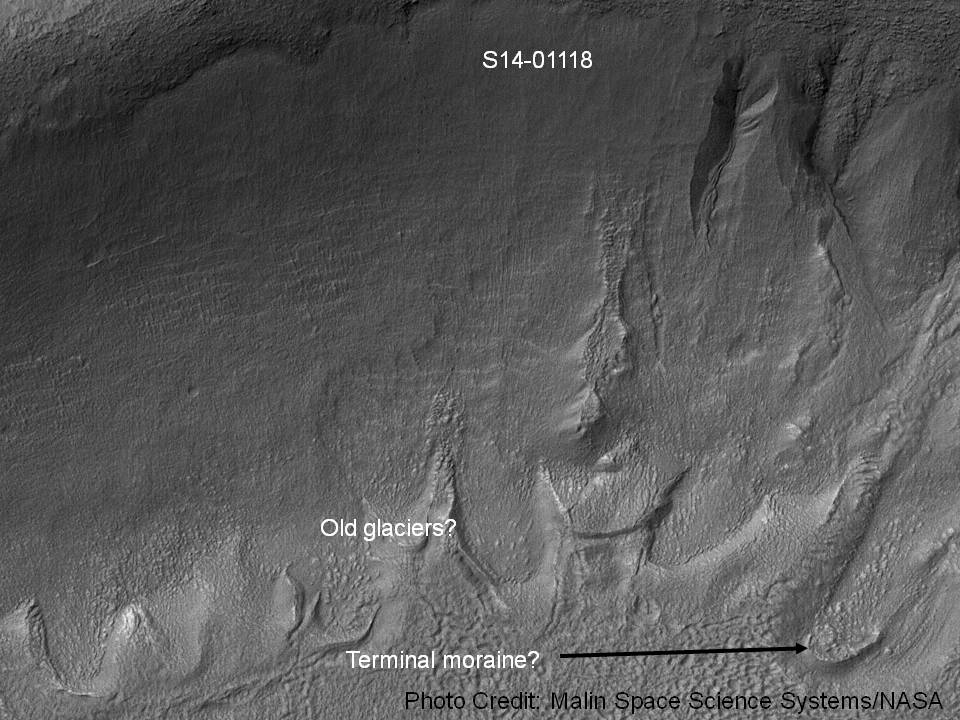
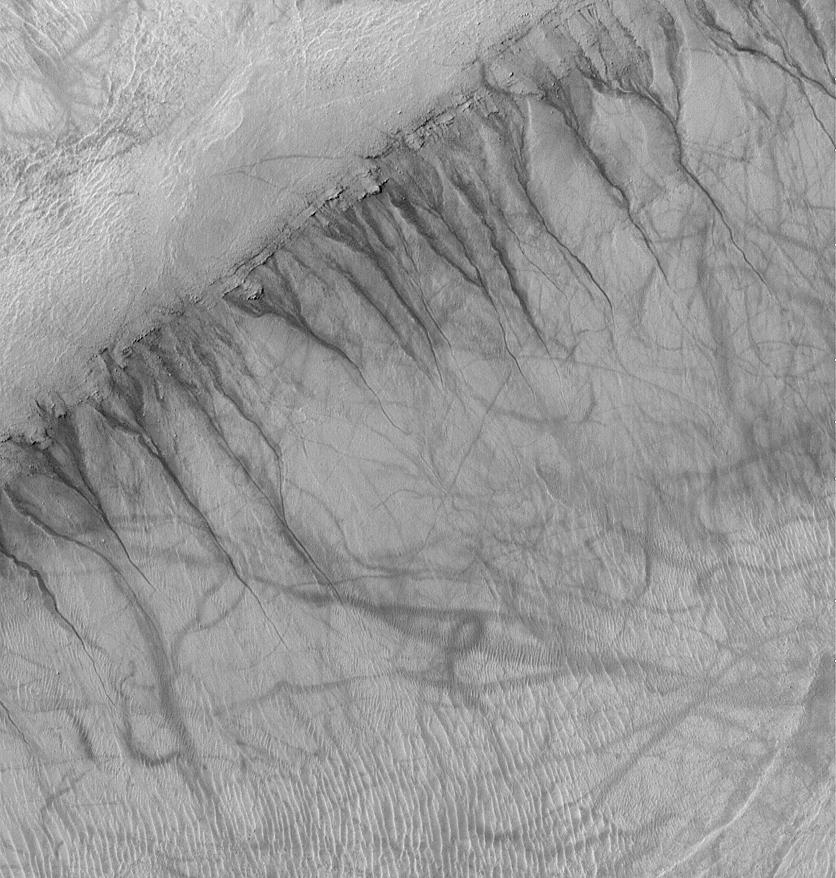

- Unele zone sunt acoperite de material bogat în hematit. Hematitul ar fi putut fi lăsat acolo de apă lichidă în trecut.[19]
- Dungile întunecate găsite au fost cauzate de furtuni gigantice de praf.[20]
- Instrumentul TES a constatat că clima planetară a lui Marte s-a răcit de la Viking,[21][22] și aproape toată suprafața planetei Marte este acoperită cu rocă vulcanică.

### Testul Lense–Thirring
Datele de la MGS au fost utilizate pentru a efectua un test al efectului Lense–Thirring care constă într-o precesie mică a planului orbital al unei particule de test care se deplasează în jurul unei mase centrale, rotative, cum ar fi o planetă. Interpretarea acestor rezultate a fost dezbătută.

### Descoperirea gheții de apă pe Marte
La 6 decembrie 2006, NASA a publicat fotografii cu două cratere din Terra Sirenum și Centauri Montes, care par să arate prezența apei curgătoare pe Marte la un moment dat între 1999 și 2001. Imaginile au fost produse de Mars Global Surveyor și reprezintă probabil contribuția finală a navei spațiale la cunoștințele noastre despre Marte și întrebarea dacă există apă pe planetă.
Câteva canale de pe Marte prezintă canale interioare care sugerează fluxuri continue de fluid. Cel mai cunoscut este cel din Valea Nanedi. Un altul a fost găsit în Valea Nirgal.